# Cyclosa sierrae
Cyclosa sierrae là một loài nhện trong họ Araneidae.
Loài này thuộc chi Cyclosa. Cyclosa sierrae được Eugène Simon miêu tả năm 1870.